# Боговић
Боговић је српско-хрватско презиме, настало од речи бог. Може се односити на следеће особе:
- Мирко Боговић (1816-1893), хрватски песник и политичар.
- Даворин Боговић, хрватски рок вокал, бивши члан Прљавог казалишта
- Душан Боговић, српски бас гитариста, члан Ван Гогха
- Младен Боговић, хрватски фудбалер
- И. Боговић, српски православни канониста
- Иван Боговић, хрватски градоначелник